# Afrolimnophila joana
Afrolimnophila joana är en tvåvingeart som först beskrevs av Alexander 1974.  Afrolimnophila joana ingår i släktet Afrolimnophila och familjen småharkrankar.
Artens utbredningsområde är Nigeria. Inga underarter finns listade i Catalogue of Life.